# Lahav 433

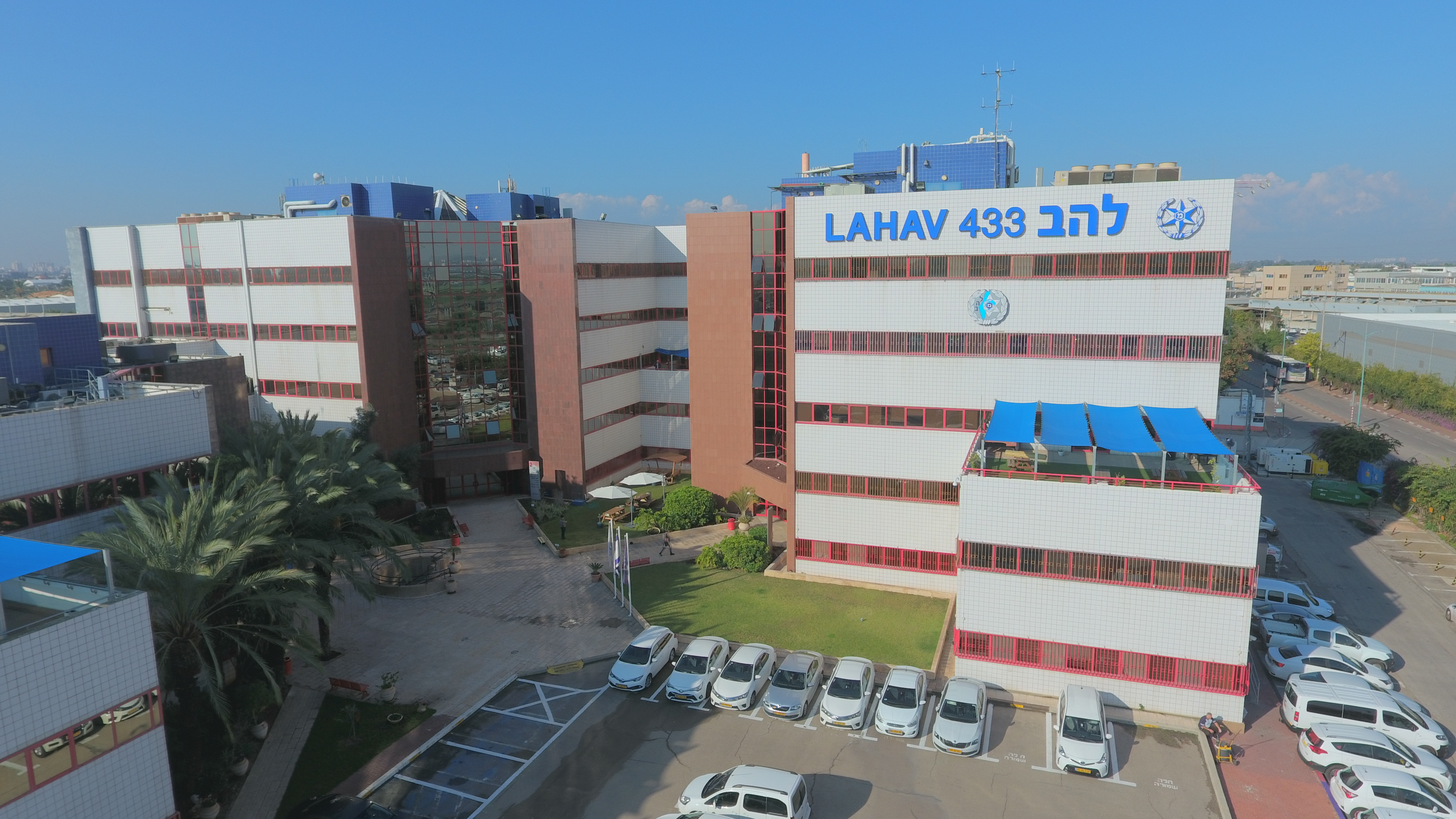
Lahav 433 Hauptquartier

Lahav 433 (hebräisch ַלהב 433) ist eine israelische Dachorganisation innerhalb der israelischen Polizei zur Verbrechensbekämpfung, die am 1. Januar 2008 gegründet wurde. Bekannt ist sie als das „israelische FBI“, das fünf Strafverfolgungsbehörden vereint. Sie wurde auf Initiative des damaligen Ministers für Innere Sicherheit, Avi Dichter, und des Leiters der polizeilichen Ermittlungsabteilung, Yohanan Danino, gegründet.
Sie hat die Aufgabe, nationale Verbrechen und Korruption zu untersuchen und zu verfolgen und umfasst fünf eigene  Polizeieinheiten, darunter die Etgar Vehicle Theft Prevention Unit, die National Serious International Crimes Unit, die National Fraud Unit, die Economic Crimes Unit und die Unit 33 (Gideonim).
Die Ziffer „4“ in der Ziffernkombination 433 steht für die vier Abteilungen, die die Einheit bilden, während die Zahl 33 für die Police Gideonim Unit steht, einer Einheit der Mista’aravim. Der Hauptsitz von Lahav 433 befindet sich in der nördlichen Industriezone von Lod. Der derzeitige Hauptkommandant ist seit März 2018 Yigal Ben Shalom.
Die Bombendrohungen gegen 120 jüdische Einrichtungen in Kanada und den Vereinigten Staaten am Anfang 2017 haben ihren Ursprung mutmaßlich in Israel. Dort verhaftete die Spezialeinheit Lahav 433 einen tatverdächtigen 19-jährigen Hacker jüdischen Glaubens. Bei der Festnahme soll Lahav 433 mit der US-Bundespolizei FBI zusammengearbeitet haben. Auch die Fluglinie Delta Air Lines soll der Mann bedroht und zur Notlandung einer Passagiermaschine gezwungen haben, wie die Wochenzeitung Tachles berichtete.